# Койта, Секу
Секу́ Койта́ (фр. Sékou Koïta; 28 ноября 1999, Кита, Мали) — футболист, нападающий ЦСКА и сборной Мали. Выступает на правах аренды за турецкий клуб «Генчлербирлиги».

## Клубная карьера

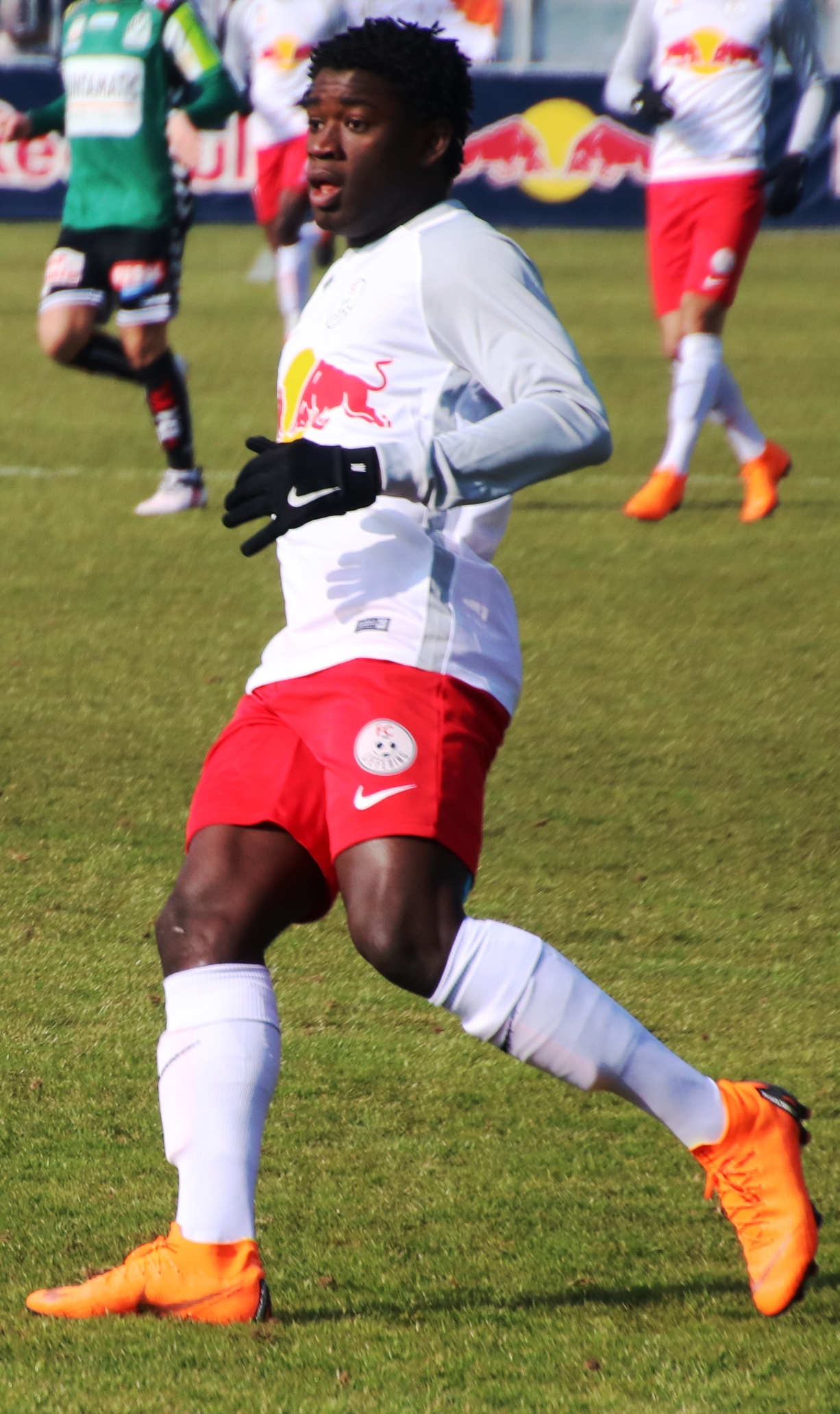
Койта в составе «Лиферинга»

Койта начал играть на родине за местные клубы. В 2018 году он подписал контракт с австрийским «Ред Булл Зальцбург». Для получения игровой практики Секу начал выступать за дублирующий состав. 23 февраля в матче против «Блау-Вейб Линц» он дебютировал в Первой лиге Австрии. В начале 2019 года Койта на правах аренды перешёл в «Вольфсберг». 23 февраля в матче против «Альтах» он дебютировал в австрийской Бундеслиге.
8 июля 2024 года перешёл в московский ЦСКА, подписав контракт до лета 2027 года. 20 июля в матче первого тура чемпионата России против «Ростова» (0:0) дебютировал за «армейцев», выйдя в стартовом составе. 1 октября 2024 года в матче группового этапа Кубка России против «Пари НН» (0:2) Койта отметился первым результативным действием за ЦСКА, отдав голевую передачу на Кристияна Бистровича.
22 октября 2024 года в матче группового этапа Кубка России против «Ахмата» (1:0) Койта забил дебютный гол за ЦСКА. 12 апреля 2025 года в матче чемпионата России против «Оренбурга» (0:2) Секу Койта забил дебютный мяч в РПЛ.

## Международная карьера
В 2015 году в составе юношеской сборной Мали Койта принял участие в юношеском чемпионате мира в Чили. На турнире он сыграл в матчах против команд Эквадора, Гондураса, Южной Кореи, Хорватии, Нигерии и дважды Бельгии. В поединках против бельгийцев и хорватов.
В 2016 году в составе сборной Мали Койта завоевал серебряные медали чемпионата африканских наций в Руанде. На турнире он сыграл в матчах против команд Уганды, Зимбабве, Замбии, Туниса, Кот-д’Ивуара и ДР Конго. В поединке против угандийцев Секу забил свой первый гол за национальную команду.
В 2017 году Койта в составе молодёжной сборной Мали принял участие в молодёжном Кубке Африки в Замбии. На турнире он сыграл в матчах против Египта, Замбии и Гвинеи. В поединке против гвинейцев Секу забил гол. В 2019 году Койта стал победителем молодёжного Кубка Африки в Нигере. На турнире он сыграл в матчах против Буркина-Фасо, Ганы, Нигерии и дважды Сенегала.

## Достижения
«Ред Булл»

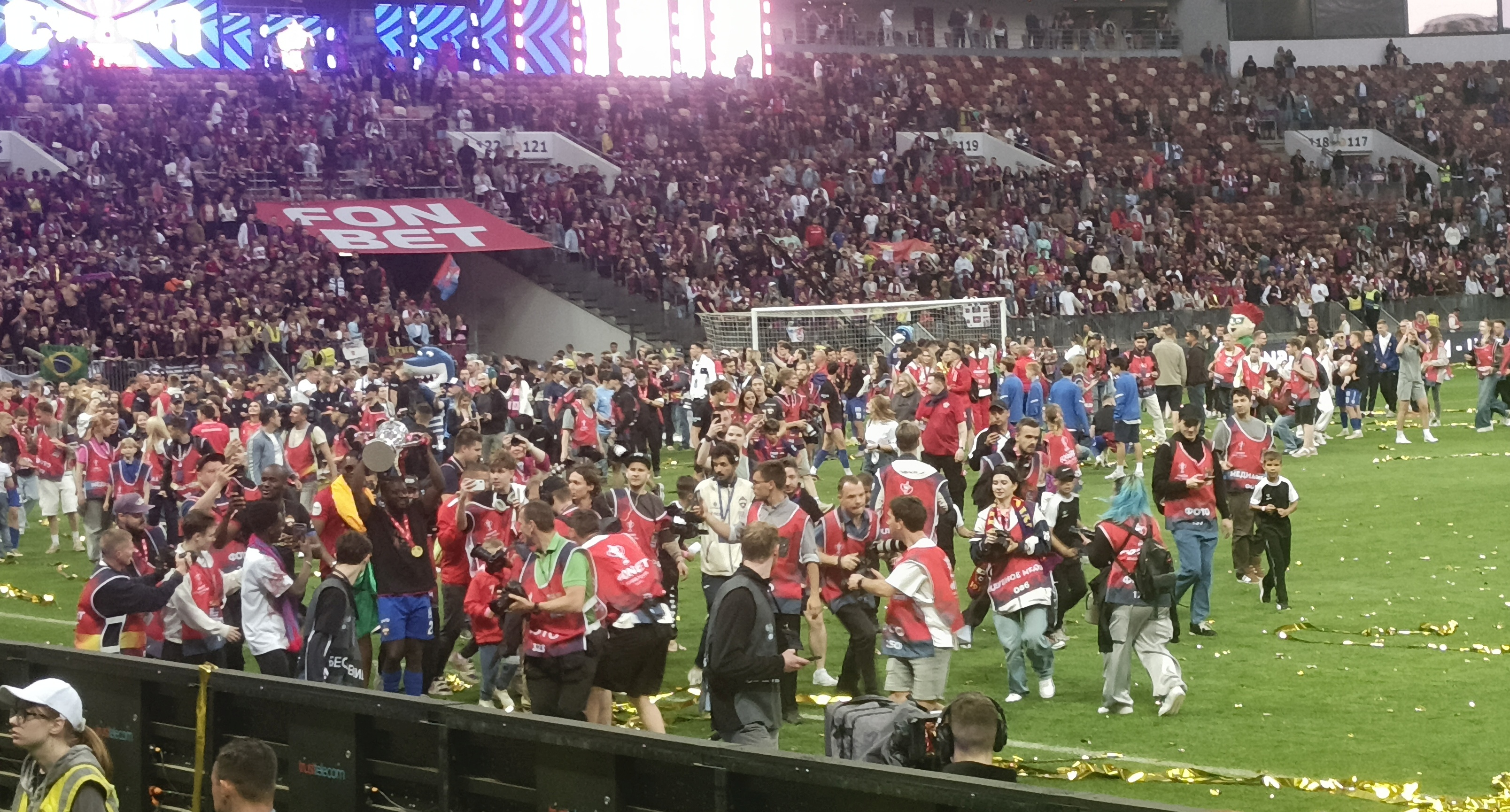
Секу Койта с Кубком России во время круга почёта команды ЦСКА после награждения

- Чемпион Австрии (4): 2019/20, 2020/21, 2021/22, 2022/23
- Обладатель Кубка Австрии (3): 2019/20, 2020/21, 2021/22

Мали (до 17)
- Серебряный призёр Юношеского чемпионата мира: 2015

Мали (до 20)
- Победитель Молодёжного Кубка Африки: 2019

Мали
- Финалист Чемпионата африканских наций: 2016

ЦСКА
- Обладатель Кубка России: 2024/25
- Бронзовый призёр чемпионата России: 2024/25
- Обладатель Суперкубка России: 2025

## Статистика

### Клубная
| Выступление          | Выступление      | Выступление                              | Лига | Лига | Кубки | Кубки | Еврокубки | Еврокубки | Итого | Итого |
| Клуб                 | Лига             | Сезон                                    | Игры | Голы | Игры  | Голы  | Игры      | Голы      | Игры  | Голы  |
| -------------------- | ---------------- | ---------------------------------------- | ---- | ---- | ----- | ----- | --------- | --------- | ----- | ----- |
| → Лиферинг           | Вторая лига      | Первая лига Австрии по футболу 2017/2018 | 6    | 1    | 0     | 0     | —         | —         | 6     | 1     |
| → Лиферинг           | Вторая лига      | Вторая лига Австрии по футболу2018/2019  | 9    | 1    | 0     | 0     | —         | —         | 9     | 1     |
| → Лиферинг           | Итого            | Итого                                    | 15   | 2    | 0     | 0     | —         | —         | 15    | 2     |
| → Вольфсберг         | Бундеслига       | 2018/19                                  | 14   | 5    | 0     | 0     | —         | —         | 14    | 5     |
| → Вольфсберг         | Итого            | Итого                                    | 14   | 5    | 0     | 0     | —         | —         | 14    | 5     |
| Ред Булл (Зальцбург) | Бундеслига       | 2019/20                                  | 16   | 8    | 4     | 3     | 3         | 0         | 23    | 11    |
| Ред Булл (Зальцбург) | Бундеслига       | 2020/21                                  | 17   | 14   | 4     | 3     | 8         | 0         | 29    | 17    |
| Ред Булл (Зальцбург) | Бундеслига       | 2021/22                                  | 2    | 1    | 0     | 0     | 0         | 0         | 2     | 1     |
| Ред Булл (Зальцбург) | Бундеслига       | 2022/23                                  | 22   | 6    | 2     | 0     | 4         | 0         | 28    | 6     |
| Ред Булл (Зальцбург) | Бундеслига       | 2023/24                                  | 19   | 8    | 3     | 0     | 2         | 0         | 24    | 8     |
| Ред Булл (Зальцбург) | Итого            | Итого                                    | 76   | 37   | 13    | 6     | 17        | 0         | 106   | 43    |
| ЦСКА (Москва)        | Премьер-лига     | 2024/25                                  | 16   | 1    | 10    | 2     | —         | —         | 26    | 3     |
| ЦСКА (Москва)        | Итого            | Итого                                    | 16   | 1    | 10    | 2     | 0         | 0         | 26    | 3     |
| Всего за карьеру     | Всего за карьеру | Всего за карьеру                         | 121  | 45   | 23    | 8     | 17        | 0         | 161   | 53    |

1. ↑  Кубок Австрии, Кубок России.
2. ↑  Лига чемпионов УЕФА, Лига Европы УЕФА.

### Голы за сборную Мали
| № | Дата            | Противник   | Счёт | Итог матча | Соревнование                     |
| - | --------------- | ----------- | ---- | ---------- | -------------------------------- |
| 1 | 19 января 2016  | Уганда      | 1:1  | 2:2        | Чемпионат африканских наций 2016 |
| 2 | 13 октября 2019 | ЮАР         | 2:1  | 2:1        | Товарищеский матч                |
| 3 | 17 ноября 2020  | Намибия     | 0:1  | 1:2        | Отборочные матчи КАН-2021        |
| 4 | 9 июня 2022     | Южный Судан | 1:2  | 1:3        | Отборочные матчи КАН-2023        |